# 40 Harmonija
40 Harmonija (mednarodno ime 40 Harmonia, starogrško starogrško Αρμονία: Armonía) je velik asteroid tipa S v glavnem asteroidnem pasu. 

## Odkritje
Asteroid je odkril Hermann Mayer Salomon Goldschmidt (1802 – 1866) 31. marca 1856. Ime je dobil po Harmoniji, boginji složnosti iz grške mitologije. Ime označuje tudi konec krimske vojne.

## Lastnosti
Asteroid Harmonija obkroži Sonce v 3,42 letih. Njegova tirnica ima izsrednost 0,046, nagnjena pa je za 4,256° proti ekliptiki. Njegov premer je 107,6 km, okrog svoje osi pa se zavrti v 8,91 urah.